# ミハイル・スペランスキー

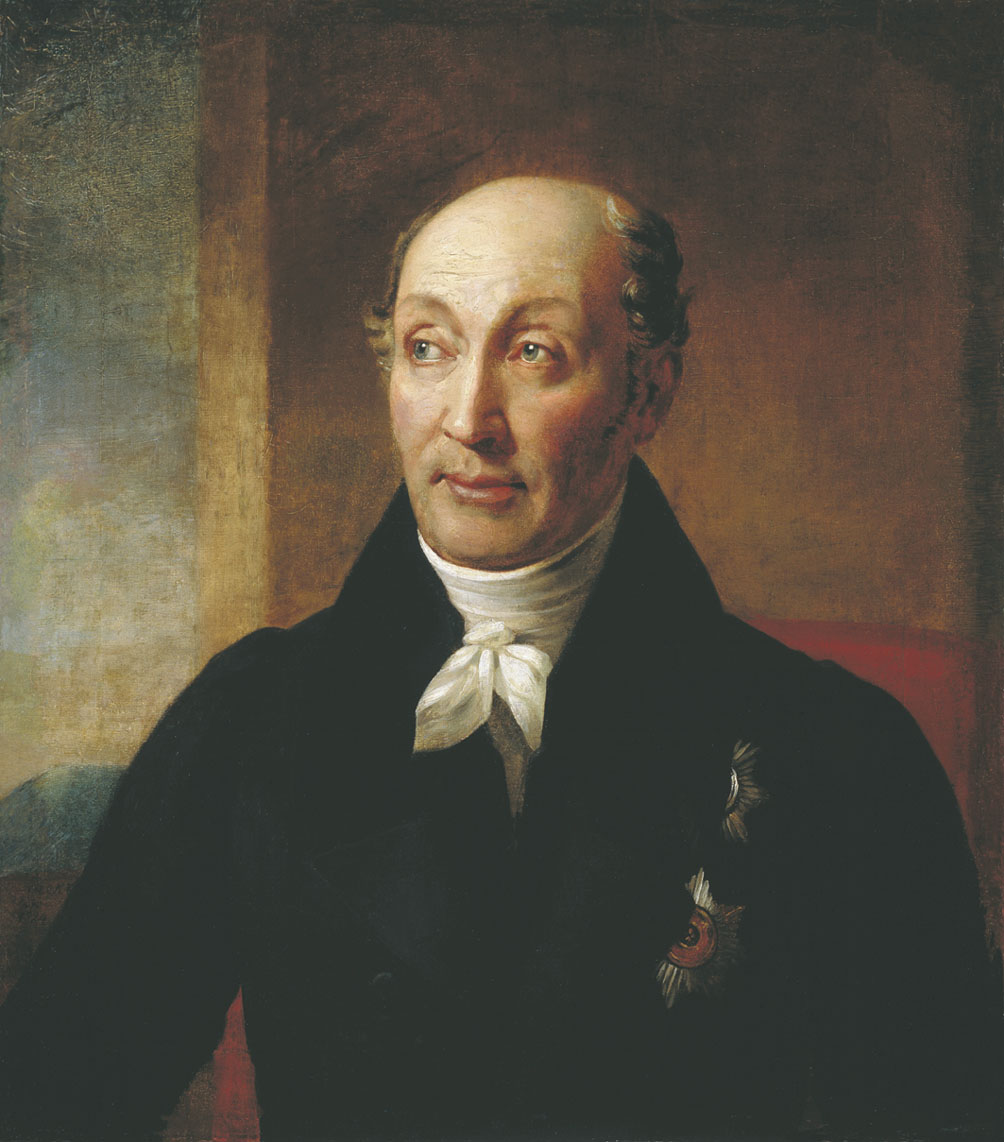
ミハイル・スペランスキー

ミハイル・ミハイロヴィチ・スペランスキー伯爵（Михаил Михайлович Сперанский、Mikhail Mikhailovich Speranski、1772年1月1日（ユリウス暦） - 1839年4月11日（ユリウス暦））は、帝政ロシアの教育者、官僚、政治家。ロシア皇帝アレクサンドル1世の政治顧問。日本では、スペランスキーに対する評価として自由主義的開明派官僚という印象が強いが、ヨーロッパなどでは、ピョートル大帝からアレクサンドル1世に至るロシアにあって、最大級の改革者、「ロシア自由主義の父」と賞されるほどの高い評価を受けている。

## 生い立ち、官界入り、初期の改革
1772年1月1日ウラジーミル県に村司祭の子として生まれる。地元の神学校を経て、サンクトペテルブルクのアレクサンドル・ネフスキー神学大学を卒業し、同大学教授となり数学と物理学を教えた。1806年スペランスキーの才気縦横な知性は、ロシア政府に注目されることとなり、アレクサンドル・クラーキン公爵の秘書となった。クラーキン公に仕官後は、官僚としてその有能さを随所に発揮することとなる。
1807年皇帝アレクサンドル1世がエルフルトでフランス皇帝ナポレオン1世で会談した際、スペランスキーはアレクサンドルの随員として皇帝に同行したが、この時にナポレオンと直接話す機会を得た。ナポレオンとの出会いはスペランスキーの生涯における一大転機となった。ナポレオンはスペランスキーをロシア唯一の明晰な頭脳の持ち主と評し、アレクサンドル1世の求めに応じてロシア社会の改革について話し合ったと記している。
皇帝アレクサンドル1世は治世の当初、ロシアに立憲制・憲法導入を基軸とする法制及び国制改革を企図していた。アレクサンドルは、スペランスキーを自らの顧問として改革に着手した。スペランスキー改革w:Government reform of Alexander Iは、憲法制定とドゥーマ（国会）開設を基礎とするものであった。スペランスキーは、各地方に選挙制議会としてドゥーマを設置し、地方のドゥーマの頂点にいわば帝国議会とも言える全国ドゥーマを設け、各下級議会は、上級議会に対して議員を選出する制度を構想した。すなわち村から郡、郡から県、県から全国ドゥーマへ代議員を送る四段階選挙による自治制度の導入である。
1809年には官僚昇進試験制度を導入したが、これは貴族、保守層の怨嗟の的となった。1810年1月国家評議会（参議院とも訳される場合あり）を創設した。国家評議会は19世紀から20世紀初頭、皇帝専制（ツァーリズム）が濃厚なロシアにあって限定的とはいえ立憲的政治制度として機能した。以上の改革は、ロシアの内閣を始めとする行政機関、官僚制の基礎形成に大きな寄与を成した。ドゥーマの名称を推したのはスペランスキーであったし、1864年地方自治機関として導入されたゼムストヴォもスペランスキーの構想であった。スペランスキーの立憲制導入を目指した努力は、ロシア帝国の支配下に組み込まれたポーランド立憲王国およびフィンランド大公国に対する皇帝アレクサンドル1世による憲法発布として結実した。

## 失脚、法典編纂
1809年から1812年までスペランスキーはアレクサンドル1世の信任を背景に絶大な影響力を保持した。この頃、皇帝は青年時代の友人たちで、ともに改革案を作成していた「秘密委員会」のメンバーと分かれた。スペランスキーは皇帝の下、孤独の中でひたすら大命を保持し改革に専念した。陸軍大臣で皇帝の寵臣であったアレクセイ・アラクチェーエフ伯でさえもこの時期は、スペランスキーの陰に隠れていた。絶大な権勢を誇るスペランスキーであったが、権力を私することはなく、有能な行政官であり、かつ「官僚的ユートピア」と揶揄される程の理想主義者であった。
前述の官僚昇進試験制度導入や、国会構想は、貴族、官僚を中心とする保守派の憤激を買っていた。スペランスキーは「成り上がり者」、「体制の破壊者」のレッテルを貼られ、フリーメイソン（ロシア語ではマソンストヴォ）との繋がりを指摘されるなど、誹謗中傷も後を絶たなかった。同じく理想主義者というよりも夢想家であった皇帝アレクサンドル1世は、スペランスキーを擁護するには余りにも偽善的な人物であった。結局、ナポレオン戦争を前にスペランスキーはスケープゴートとされ、1812年祖国戦争直前にスペランスキーを国家顧問から解任しニジニ・ノブゴロド、さらにペルミに追放してしまった。
1816年追放が解除され、ペンザ県知事、シベリア総督（シベリア県知事）を経て、1821年ペテルブルクに戻り国家評議会議員として中央政界に復帰する。1825年アレクサンドル1世が崩御するとデカブリストの乱が起こる。スペランスキーはデカブリストに同情的であったようで、反乱を鎮圧した新帝ニコライ1世には完全には信用されていなかったが、貴族に対する信頼を失い、確固たる官僚制の再構築によりツァーリズムの強化を目論むニコライにとって抜群の有能さを誇るスペランスキーの辣腕は何にも代え難いものであった。ニコライ1世はスペランスキーを皇帝官房第二部長官に任命し、ピョートル大帝以来の大事業である法典編纂事業を担当させた。スペランスキーはニコライの要請に応え、1830年（1833年説有り）「ロシア法大全」45巻、1832年「ロシア帝国法律集成」Polnoje Sobranije Zakonov、Full Collection of Laws15巻を完成させた。スペランスキーは、この功績を称えられ伯爵位に叙せられた。
その後、スペランスキーの政治思想は、コンスタンチン・カヴェーリンとボリス・チチェーリンによって研究された。

## 参考
- この記事にはアメリカ合衆国内で著作権が消滅した次の百科事典本文を含む: Chisholm, Hugh, ed. (1911). "Speranski, Count Mikhail Mikhailovich". Encyclopædia Britannica (英語). Vol. 25 (11th ed.). Cambridge University Press. p. 643-644.